# Rafael Rebollar
Rafael Rebollar Guzmán (Ciudad de México, 27 de agosto de 1847-Ciudad de México, 9 de mayo de 1915) fue un abogado, profesor y político mexicano que se desempeñó como procurador general de la República de 1900 a 1911 durante el gobierno de Porfirio Díaz.

## Primeros años y educación
Nació el 27 de agosto de 1847 en la Ciudad de México como hijo de Rafael Rebollar Guzmán.
Fue prefecto y profesor de la Escuela de Jurisprudencia; magistrado del Tribunal de Casación y juez de lo Penal. Formó parte de la delegación mexicana que fue enviada a los Congresos Jurídicos de Madrid y Londres en 1897, de la cual también formaron parte los abogados Francisco León de la Barra, Prisciliano Díaz González y Pedro Ochoa. Como consecuencia de esta comisión, la reina regente de España, María Cristina, le otorgó una condecoración de la Orden de Isabel la Católica.

## Gobernador del Distrito Federal
El 10 de agosto de 1896, tomó posesión como gobernador del Distrito Federal, en sustitución del Gral. Pedro Rincón Gallardo, quien hizo entrega del cargo el día 2 del mismo mes al señor Islas Bustamante interinamente.
El 22 de septiembre de 1898, el senado concedió el permiso necesario para que el Ejecutivo continuara utilizando los servicios de Rebollar como gobernador del Distrito Federal.
El 19 de septiembre de 1899, obtuvo una licencia para trasladarse a los Estados Unidos, dejando encargado provisionalmente del puesto al secretario general Ángel Zimbrón, y el 3 de noviembre del mismo año volvió a encargarse del Gobierno del Distrito Federal.

## Procurador general de la República
El 16 de octubre de 1900, fecha en que cesó como gobernador del Distrito Federal por haber sido designado procurador general de la República de México, siendo sustituido por Guillermo Landa y Escandón, quien era a la sazón presidente del Ayuntamiento de la Municipalidad de México. Fue el primer titular de la Procuraduría General de la República de México.